# Mistrzostwa Świata w Łyżwiarstwie Szybkim w Wieloboju 1902
10. mistrzostwa świata w łyżwiarstwie szybkim w wieloboju odbyły się w dniach 22–23 lutego 1902 roku w należących do Imperium Rosyjskiego Helsinkach. Zawodnicy startowali na naturalnym lodowisku na zatoce Pohjoissatama. W zawodach wzięli udział tylko mężczyźni. Zawodnicy startowali na czterech dystansach: 500 m, 1500 m, 5000 m, 10000 m. Mistrzem zostawał zawodnik, który wygrywał trzy z czterech dystansów. Ponieważ ta sztuka nie udała się żadnemu łyżwiarzowi, więc zwycięzcy nie wyłoniono. Srebrnych i brązowych medali nie przyznawano. Miejsca zawodników są nieoficjalne.

## Uczestnicy
W zawodach wzięło udział 11 łyżwiarzy z 3 krajów. Sklasyfikowanych zostało 5.
| Państwa biorące udział w mistrzostwach | Państwa biorące udział w mistrzostwach | Państwa biorące udział w mistrzostwach | Państwa biorące udział w mistrzostwach |
| -------------------------------------- | -------------------------------------- | -------------------------------------- | -------------------------------------- |
| Austro-Węgry                           | Imperium Rosyjskie                     | Norwegia                               |                                        |

## Wyniki
- DNF – nie ukończył, DNS – nie wystartował

| Pozycja | Zawodnik              | Kraj               | 500 m      | 5000 m        | 1500 m       | 10000 m      |
| ------- | --------------------- | ------------------ | ---------- | ------------- | ------------ | ------------ |
| (1.)    | Rudolf Gundersen      | Norwegia           | 47.0 (1.)  | 9:32.0 (3.)   | 2:34.4 (1.)  | 20:19.6 (5.) |
| (2.)    | Jussi Wiinikainen     | Imperium Rosyjskie | 49.8 (3.)  | 9:20.6 (1.)   | 2:40.4 (5.)  | 19:09.4 (1.) |
| (3.)    | Johan Schwartz        | Norwegia           | 50.0 (4.)  | 9:21.4 (2.)   | 2:37.0 (2.)  | 19:35.8 (3.) |
| (4.)    | Sigurd Mathisen       | Norwegia           | 52.6 (8.)  | 9:38.6 (6.)   | 2:43.0 (7.)  | 19:13.0 (2.) |
| (5.)    | Franz Schilling       | Austro-Węgry       | 54.0 (10.) | 9:35.8 (5.)   | 2:43.0 (7.)  | 20:05.6 (4.) |
| DNF     | Franz Wathén          | Imperium Rosyjskie | 49.6 (2.)  | 9:32.0 (3.)   | 2:39.8 (4.)  | DNF          |
| DNS     | Toivo Tillander       | Imperium Rosyjskie | 50.6 (5.)  | 9:51.4 (7.)   | 2:39.0 (3.)  | 59:59.9 !    |
| DNS     | Walter Johansson      | Imperium Rosyjskie | 51.6 (6.)  | 10:10.6 (8.)  | 2:42.2 (6.)  | 59:59.9 !    |
| DNS     | Arvid Andersson       | Imperium Rosyjskie | 52.2 (7.)  | 10:27.4 (10.) | 2:46.8 (10.) | 59:59.9 !    |
| DNS     | Uuno Eklund           | Imperium Rosyjskie | 52.8 (9.)  | 10:22.6 (9.)  | 2:44.6 (9.)  | 59:59.9 !    |
| DNS     | Theodor Baltscheffski | Imperium Rosyjskie | 54.8 (11.) | 59:59.9 !     | 9:59.9 !     | 59:59.9 !    |